# 陳夢家
陳 夢家（ちん ぼうか、1911年9月3日 - 1966年9月3日）は、中国の考古学者、中国科学院考古研究所研究員。新月派の詩人でもありペンネームは陳漫哉。

## 生涯
1911年（宣統3年）、南京市のプロテスタント長老派教会の牧師の家に生まる。1932年（民国21年）に国立第四中山大学（後に国立中央大学と改称、現在の南京大学）法律学科卒業、その後燕京大学宗教学部に入学。1934年から36年まで容庚教授のもと古文字学を専攻。その後、青島大学、燕京大学、日中戦争中には昆明に疎開していた西南連合大学で教鞭をとる。また新月派の詩人徐志摩と聞一多に師事する。1936年（民国25年）、燕京大学卒の燕京大学西洋語学科教員を務めていた趙蘿蕤（1912年5月9日－1998年1月1日）と結婚。
1944年から47年まで夫婦でアメリカシカゴ大学に留学、陳夢家は中国古文字学を教え趙は英文学科に入学する。また在米期間中、中国青銅器を所蔵する個人、博物館、骨董品屋などを訪ね歩き、欧米に散逸した商周時代の青銅器の資料を収集、後に『海外中国銅器図録考釈第一集』（商務印書館, 1946年）、『アメリカ帝国主義に略奪されたわが国の殷周時代銅器集録（美帝国主義劫掠的我国殷周銅器集録）』（科学出版社, 1962年、当時右派として弾圧されていたにもかかわらず出版される）などとして出版する。1947年帰国（趙は文学博士号を取得後、翌1948年帰国）、清華大学中国文学科で教鞭を執り、甲骨学や西周の青銅器、木簡・竹簡の研究で成果を上げ、中国を代表する古文字学者、考古学者に数えられた。
1951年、中国共産党による「知識分子思想改造運動」と「アメリカ帝国主義の文化侵略の清算（清算“美帝文化侵略”的罪行）」が展開されると、米国帰りの陳夢家もその運動の対象となり、清華大学で猛烈に批判された後、中国科学院考古学研究所へ異動させられている。また、北京大学欧米語学科で大学院の指導をしていた妻の趙蘿蕤も、過度の刺激によって統合失調症を患う。しかしその後、世間の喧騒から離れた陳夢家は文献精査と著述に没頭し、代表作である『殷墟卜辞綜述』（1956年）、『中国銅器綜録』、『西周銅器断代』、『漢簡綴述』、『尚書通論』（商務印書館，1957年）等の重要な著述を次々と発表した。
1957年に「百花斉放百家争鳴」運動が始まると、4月、陳夢家はこれに応える形で「漢字改革を慎重にせよ（慎重一点“改革”漢字）」と「漢字の前途に関して（関於漢字的前途）」を発表し、簡体字採用による文字改革及び漢字のローマ字による表音文字化政策を批判する。しかし毛沢東は運動を反右派闘争へと方針転換、陳夢家は「章羅聯盟（章羅同盟、反右派闘争に反発して辛辣な中国共産党批判を展開していた章伯鈞と羅隆基を中心とする89名が所属するとされたでっち上げ組織）反對文字改革的急先鋒」とされ、黄現璠・向達・雷海宗・王重民と共に歴史学界の五大右派の一人として猛烈な批判を受ける。さらにかつて親しくしていた李学勤からも攻撃される。最終的に、中国政府は陳夢家を特級右派として河南の農村へ下放、『考古学報』への連載が停止され5年間一切の発表を禁じた。
しかし厳しい状況にもかかわらず、陳夢家はなおも研究に励む。1959年、甘粛省武威市漢墓から「武威漢簡」が出土、1960年、陳夢家も出土史料整理のために甘粛省に出向し、3・4年の間に漢代の木簡・竹簡に関する論文14本を発表、その学術功績が認められ社会科学院考古学研究所に呼び戻される。しかし1966年夏、文化大革命が勃発、陳夢家を容赦なく襲う。「章羅同盟」という濡れ衣に加え、革命烈士で恩師である聞一多を攻撃したという罪も着せられ、髪の毛を「陰陽頭」に剃り落とすといった侮辱を受け、住宅は没収、収集した明清代の家具や骨董品、蔵書なども持ち去られた。1966年8月24日、吊るし上げを受けた陳夢家は、その夜、「もうこれ以上辱めを受け続けるわけにはいかない」と憤然と語るが、それを聞きつけた考古学研究所の人たちに考古学研究所に軟禁される。陳夢家はその夜遺書を書き、睡眠薬による服毒自殺未遂を起こし、更に10日後の9月3日、再度縊首自殺により死亡、享年55。自殺ではなく紅衛兵に殴り殺されたのだともいわれる。
1979年、考古学研究所は陳夢家のために追悼会を挙行、「林彪や四人組の反革命修正主義路線によって迫害され、死に至らしめられた」との声明を発表した。

## 家族
- 妻：趙蘿蕤 - 翻訳家、比較文学者。北京大学英文系教授。

## 主要著作
- 『殷墟卜辞総述』 中華書局 新華書店北京発行所、1988年（初出：1956年 科学出版社） ISBN 7101001637
- 『老子分釈』 商務印書館、1945年 OCLC 301957269
- 『海外中国銅器図録考釈第一集』 北京図書館 商務印書館、1946年. 『海外中国銅器図録』 台聯国風出版社、1976年 OCLC 18942391
- 『尚書通論』 商務印書館、1957年 OCLC 15069281 河北教育出版社、2000年 ISBN 7543438720 中華書局、2005 ISBN 7101043712
- 『美帝国主義劫掠的我国殷周銅器集録』 科学出版社 1962年
- 『西周年代考 六国紀年』 中華書局 2005年 ISBN 7101043828
- 『中国文字学』 中華書局 2005年 ISBN 7101051960
- 『西周銅器断代』 中華書局 2005年 ISBN 710101173X
- 『夢家存詩』 北京中献拓方科技発展有限公司 2007年 OCLC 465508313
- 松丸道雄 『殷周青銅器と陳夢家氏の研究』（陳夢家著、松丸道雄訳 『殷周青銅器の形態』） 汲古書院, 1977. OCLC 56075749
- 『漢簡綴述』 中華書局 新華書店北京発行所 1980年. OCLC 17028409
- 陳夢家著 周良沛編 『中国新詩庫　第一巻』 長江文芸出版社, 1988 ISBN 7535401805